# La Dernière Communion de saint Jérôme
La Dernière Communion de saint Jérôme est une peinture religieuse de Sandro Botticelli, datant de 1495 environ, conservé au Metropolitan Museum of Art à New York.

## Historique
Le choix de cette scène, beaucoup moins fréquente que la représentation habituelle de saint Jérôme dans son cabinet de travail, a été rapproché de la prédication de Savonarole à Florence à la fin du XVe siècle.
Le commanditaire du tableau a été identifié par certains historiens d'art comme étant le riche marchand Francesco del Pugliese, probablement suiveur du prédicateur Savanarole.
En effet l'œuvre est citée en 1502 comme étant la propriété du noble florentin Francesco di Filippo del Pugliese (« un altro quadro dipinto el transito di sa[n] Girolamo di mano di decto Sandro ») confirmé ensuite par l'Anonimo Magliabechiano vers 1542-1556.
Le tableau a été transmis aux héritiers jusqu'en 1553 quand il passa aux Capponi. La fille de Gino Capponi, marquise de Farinola et dernier membre de la branche florentine décida de la vendre en 1912. L'œuvre se  retrouva dans le marché antiquaire et en 1913 fut achetée par Benjamin Altman, qui par la suite le donna au musée en 1931.
La datation du tableau est basée essentiellement sur des confrontations stylistiques qui le lient aux œuvres de la dernière période de l'activité de l'artiste de la dernière décennie du XVe siècle.
Il existe une copie du tableau attribuée à Bartolomeo di Giovanni située actuellement à la Galerie Pallavicini de Rome.

## Thème
Le petit tableau (34,3 × 25,5 cm) est inspiré d'une des trois lettres apocryphes d'Eusèbe de Césarée, qui révèlent qu'avant de mourir, saint Jérôme a reçu la dernière communion par saint Eusèbe lui-même.

## Description
Contrairement aux Saint Jérôme dans son étude, cette composition originale de Botticelli qui se déroule dans la chambre du saint, traite d'un sujet peu usuel, lié aux pratiques de pénitence prêchées par Savonarole duquel le commanditaire  et l'artiste étaient probablement les suiveurs.
Sur la droite, Saint Jérôme très âgé, agenouillé et mains jointes, reçoit le dernier sacrement de la main d'un prêtre (sur la gauche) assisté par deux servants d'autel qui tiennent deux longs candélabres.
Saint Jérôme dont on voit le chapeau cardinalice pendu au mur est agenouillé sur un tissu blanc brodé et porte un habit de la même couleur aidé par deux moines qui le soutiennent.
La torsion des personnages dans une scène statique empreinte de calme, crée une tension dynamique typique des œuvres du peintre.
La scène se déroule dans la chambre à coucher de saint Jérôme, « sezionata »  afin de la rendre visible au spectateur.
Il s'agit d'une simplification spatiale volontairement archaïque, utilisée dans le passé par Giotto mais désormais dépassée par les peintres gothiques siennois.
Cette façon de faire est typique de la production tardive de Botticelli, dans laquelle transparaissent ses doutes et remords dus à sa méditation concernant les semons de Savonarole.
Cet effet est renforcé par les proportions hyperboliques qui agrandissent le protagoniste et l'effort expressionniste.
La chambre est décrite dans le moindre détail : des nattes tressées qui recouvrent les murs ; le plafond ; le lit recouvert d'une couverture laineuse ; au fond, au-dessus de la tête de lit, le crucifix entre palmes et genévriers, présage de la mort du saint ; sur la droite le chapeau cardinalice grenat.
L'œuvre est dotée d'une Lunette, peinte par son aide Bartolomeo di Giovanni, représentant la Trinité dans une mandorle entre anges, chérubins et séraphins.

## Sources
- (it) Cet article est partiellement ou en totalité issu de l’article de Wikipédia en italien intitulé « Comunione di san Girolamo (Botticelli) » (voir la liste des auteurs).